# Torre BBVA México
Torre BBVA Mexico är en 235 meter hög skyskrapa i Mexico City.
Skyskrapan byggdes som huvudkontor för banken BBVA México (tidigare Bancomer).
När det stod klart 2015 var tornet Mexikos nästa högsta byggnad. Ihärdigt skyskrapebyggande ledde dock till att flera nya mexikanska byggnader gick om Torre BBVA Mexico under följande år.